# Номи (город)
Номи (яп. 能美市 Номи-си) — город в Японии, находящийся в префектуре Исикава. Площадь города составляет 83,85 км², население — 49 015 человек (1 июля 2014), плотность населения — 584,56 чел./км².

## Географическое положение
Город расположен на острове Хонсю в префектуре Исикава региона Тюбу. С ним граничат города Комацу, Хакусан и посёлок Кавакита.

## Население
Население города составляет 49 015 человек (1 июля 2014), а плотность — 584,56 чел./км². Изменение численности населения с 1980 по 2005 годы:
| 1980 | 37 253 чел. |  |
| 1985 | 39 061 чел. |  |
| 1990 | 39 934 чел. |  |
| 1995 | 42 033 чел. |  |
| 2000 | 45 077 чел. |  |
| 2005 | 47 207 чел. |  |

## Города-побратимы
- Шелехов (с 1976 года)